# Helmut Müller (Politiker, 1930)
Helmut Müller (* 12. Juni 1930 in Reichenberg, Tschechoslowakei; † 19. Juli 2019 in Rüdersdorf bei Berlin) war ein Funktionär der FDJ (Freie Deutsche Jugend) und der SED (Sozialistische Einheitspartei Deutschlands) in der DDR (Deutsche Demokratische Republik). Müller war Sekretär des FDJ-Zentralrates und 2. Sekretär der SED-Bezirksleitung Berlin.

## Leben
Der Sohn eines Textilarbeiters absolvierte nach dem Besuch der Volks- und Hauptschule in Kratzau von 1944 bis Anfang 1946 eine Drogistenlehre in Reichenberg. Infolge der Vertreibung Sudetendeutscher aus der Tschechoslowakei ab Januar 1946 wurde der 15-jährige Müller bei einer der ersten Aktionen im Februar 1946 in die sowjetische Besatzungszone ins thüringische Tiefenort umgesiedelt. Dort fand er zunächst im Kalikombinat Merkers eine Beschäftigung als Bauhilfsarbeiter. Er trat im März 1946 der gerade neugegründeten FDJ bei, im März 1947 wurde er zudem Mitglied der SED. 1948 erhielt er eine Beschäftigung als Sekretär in der FDJ-Kreisleitung Eisenach, wobei er für die Jungen Pioniere zuständig war und im April 1948 einen entsprechenden Lehrgang an der FDJ-Landeshelferschule der Kindervereinigungen Thüringens absolvierte. Nachhaltigen Eindruck hinterließ bei ihm eine Auszeichnungsreise im Juli 1949 in die Sowjetunion. Als Mitglied einer 15-köpfigen Studiendelegation unter Leitung von Gerhard Heidenreich besuchte er während der 14-tägigen Rundreise Leningrad, Moskau und das Pionierlager Artek. Besonderes Augenmerk galt bei dieser Reise der sowjetischen Pionierorganisation Wladimir Iljitsch Lenin, dem Komsomol und den Pionierhäusern und Arbeitsgemeinschaften. Im Ergebnis dieser Studienreise wurden einige Elemente wie Pionierhäuser oder Zentrale Pionierlager auch auf die DDR übertragen. Im November 1949 rückte er in den FDJ-Landesvorstand Thüringen auf, wo er stellvertretender Leiter der Abteilung für Junge Pioniere wurde. Ab Juli 1950 war er als Sekretär der FDJ-Landesleitung Thüringen zunächst für studentische Belange zuständig, später wieder für die Jungen Pioniere. 
Im September 1951 delegierte ihn die FDJ zu einem Einjahreslehrgang an die Komsomol-Hochschule in Moskau, wo er ein halbes Jahr lang mit Konrad Naumann ein Zimmer teilte. Auf dem IV. Parlament der FDJ im Mai 1952 wurde er als Kandidat des Zentralrates der FDJ vorgestellt. Nach seiner Rückkehr aus Moskau im Oktober 1952 ernannte man ihn nach den Kreisreformen in der DDR zum 1. Sekretär der neu geschaffenen FDJ-Bezirksleitung Gera. Müller wurde dadurch auch Mitglied der SED-Bezirksleitung Gera, in der er 1954/1955 auch Kandidat des Büros der Bezirksleitung war, sowie Abgeordneter des Bezirkstages Gera. 1955 wechselte Müller nach Berlin und erhielt den Ruf zum Zentralrat der FDJ, dem er bis 1966 angehörte. Er wurde auf drei Parlamenten der FDJ, vom V. bis zum VII. jeweils als Sekretär und Mitglied des Büros des Zentralrats der FDJ gewählt. Dort begann er zunächst als Leiter der Abteilung Kultur. Später war er für den Bereich Verbände und Organisationsfragen zuständig, ab März 1957 für Kaderfragen und ab Mai 1959 für den Bereich Agitation und Propaganda. Zudem kandidierte er erstmals 1958 für die FDJ als Abgeordneter der Volkskammer, die er bis 1967 in diesem Parlament vertrat. Parallel zu seiner Funktionärskarriere absolvierte er von 1960 bis 1962 ein Fernstudium an der Karl-Marx-Universität Leipzig. 1966 wurde er nach Beschluss des Sekretariats des ZK der SED zur SED-Bezirksleitung Berlin delegiert, wo er zunächst als Nachfolger von Siegfried Lorenz bis 1971 die Abteilung Parteiorgane leitete. Ab 1967 war er zudem Mitglied in der Ost-Berliner Stadtverordnetenversammlung. Danach wurde er als Nachfolger des nunmehr zum ersten 1. Sekretär ernannten Konrad Naumann 2. Sekretär der SED-Bezirksleitung Berlin. Gleichzeitig war er von 1971 bis 1976 als sogenannter Berliner Vertreter nochmals Abgeordneter der Volkskammer und dort Mitglied im Jugendausschuss. 1976 wurde Müller auf dem IX. Parteitag der SED als Mitglied in das Zentralkomitee gewählt, die damals höchstmögliche Stufe in der Parteihierarchie. Im Zuge der Absetzung des 1. Sekretärs Konrad Naumann im November 1985 leitete Müller zeitweilig die Bezirksleitung, bis mit Günter Schabowski ein neuer 1. Sekretär vom Politbüro der SED bestätigt wurde. 
Am 27. November 1989 wurde er von seiner Funktion abberufen, blieb allerdings zunächst bis Januar 1990 Mitarbeiter der SED-Bezirksleitung. Zwischen März und Juni 1990 betätigte sich Müller dann in einem HO-Großhandel für Schuhe, bevor er im Juli 1990 mit 60 Jahren in den Vorruhestand ging. Im Juni 1991 trat Müller aus der PDS aus. Im September 1993 fand gegen ihn ein Prozess vor der Zivilstrafkammer des Landgerichts Berlin statt. Die Anklage lautete Anstiftung zur Wahlfälschung. Müller wurde dabei zu einem Jahr Freiheitsstrafe auf Bewährung verurteilt.

## Ehrungen
Als hoher Parteifunktionär erhielt Müller zahlreiche staatliche Auszeichnungen.
- 1975 Kampforden „Für Verdienste um Volk und Vaterland“
- 1965 und 1978 Vaterländischer Verdienstorden
- 1969 und 1973 Banner der Arbeit
- 1980 Stern der Völkerfreundschaft
- 1987 Held der Arbeit

## Schriften
- Wendejahre 1949–1989, Verlag Neues Leben Berlin, 1999, ISBN 3-355-01498-2.